# Ligron
Ligron ist eine französische Gemeinde mit 484 Einwohnern (Stand: 1. Januar 2022) im Département Sarthe in der Region Pays de la Loire. Sie gehört zum Arrondissement La Flèche und zum Kanton La Flèche (bis 2015: Kanton Malicorne-sur-Sarthe). Die Einwohner werden Ligronnais genannt.

## Geographie
Ligron liegt etwa 27 Kilometer südwestlich von Le Mans. Umgeben wird Ligron von den Nachbargemeinden Courcelles-la-Forêt im Norden, La Fontaine-la-Forêt im Nordosten, Saint-Jean-de-la-Motte im Osten und Südosten, Clermont-Créans im Süden sowie Bousse im Westen.

## Bevölkerungsentwicklung
| 1962                      | 1968 | 1975 | 1982 | 1990 | 1999 | 2006 | 2013 |
| ------------------------- | ---- | ---- | ---- | ---- | ---- | ---- | ---- |
| 480                       | 406  | 351  | 337  | 338  | 358  | 936  | 498  |
| Quelle: Cassini und INSEE |      |      |      |      |      |      |      |

## Bauwerke und Sehenswürdigkeiten
- Kirche Sainte-Marie-et-Saint-Anne aus dem 12. Jahrhundert mit An- und Umbauten aus dem 16. und 17. Jahrhundert
- Kapelle von Saint-Laumer aus dem 12. Jahrhundert
- Herrenhaus von Saint-Laumer aus dem 14. Jahrhundert
- Brunnen von Saint-Laumer
- Herrenhaus von La Sansonnière aus dem 15. Jahrhundert
- Herrenhaus von La Grande Poterie

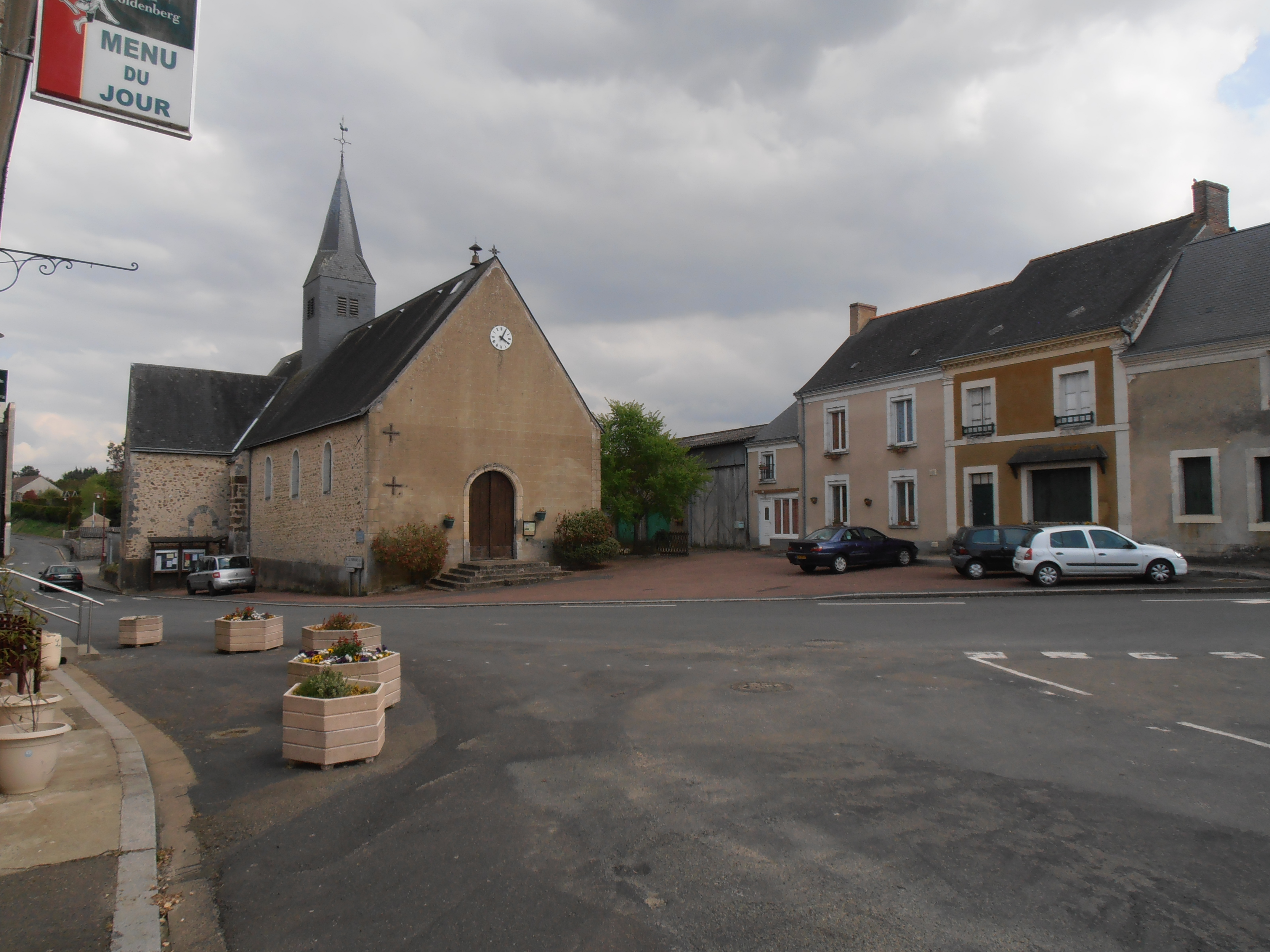
Ortszentrum mit Kirche Sainte-Marie-et-Sainte-Anne
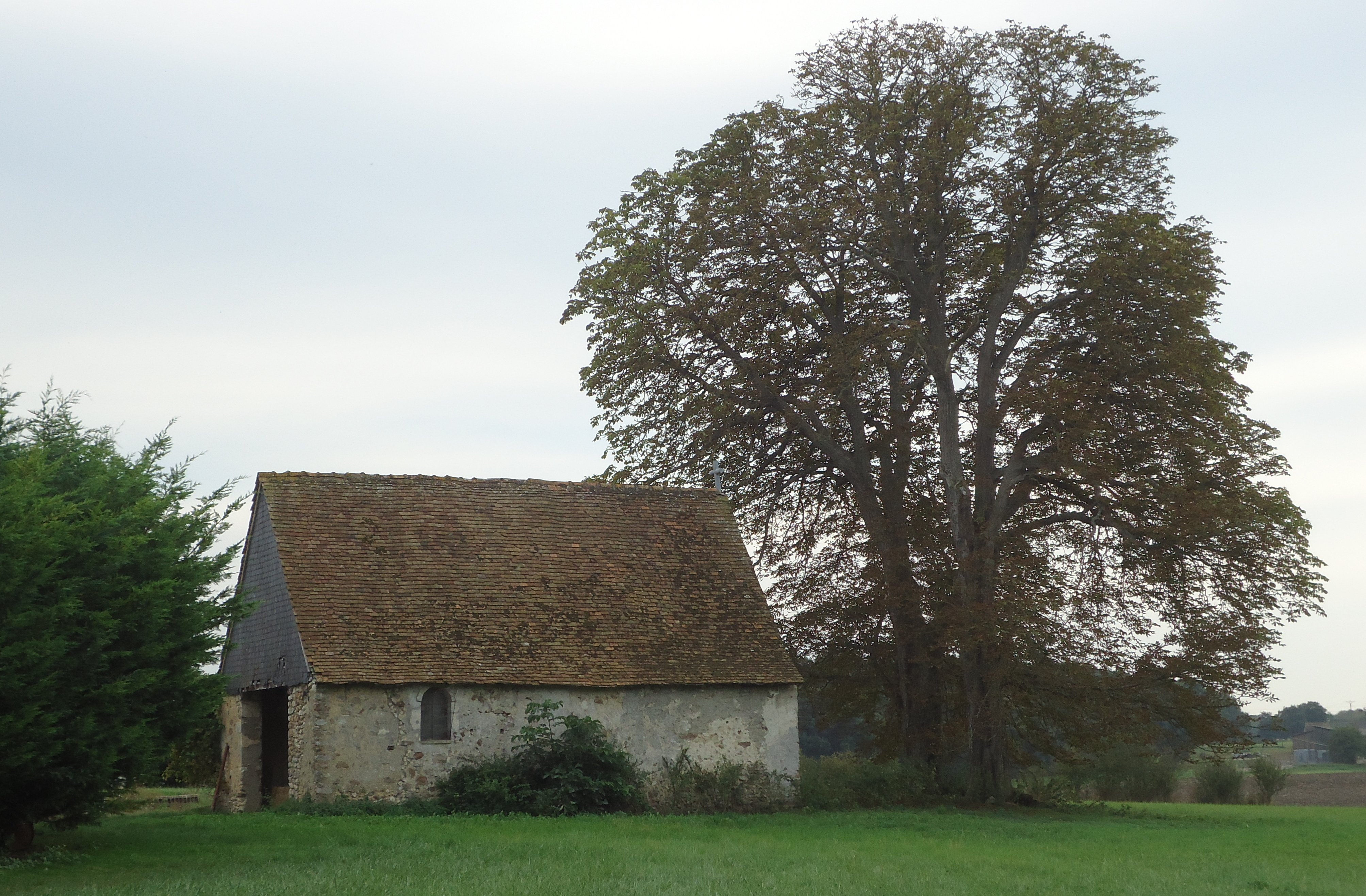
Kapelle von Saint-Laumer
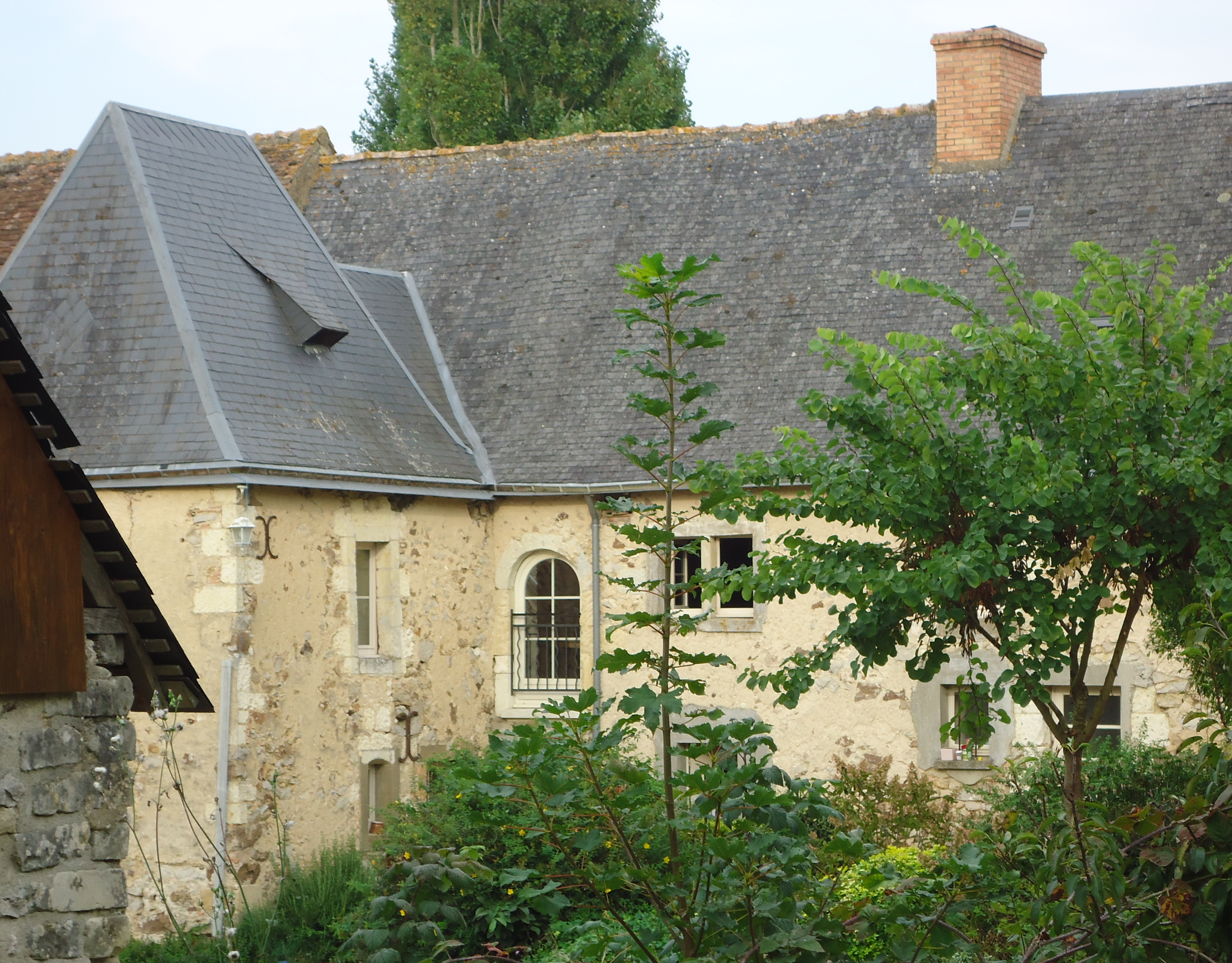
Herrenhaus von Saint-Laumer
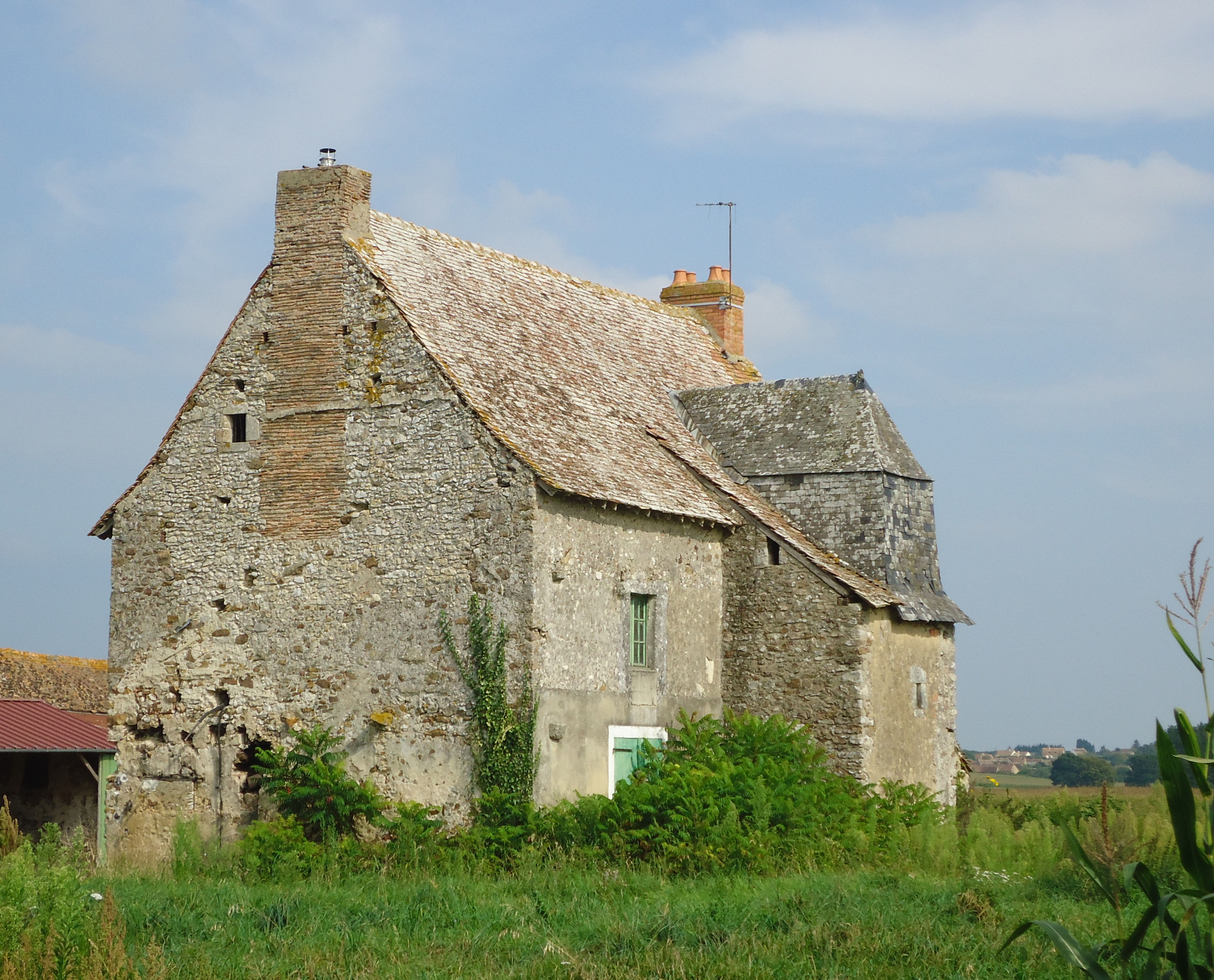
Herrenhaus von La Grande Poterie